# Maburaho
Maburaho (まぶらほ) é uma série de anime e mangá. A série de anime tem um 24 episódios, o mangá foi publicado em dois volumes, além de uma série de trinta volumes de light novels.

## Enredo
A série conta a história de Kazuki Shikimori, um garoto 17 anos, que é estudante do segundo ano de uma prestigiada escola de magia, a Academia Aoi. Ele se acha um azarado porque tem um poder limitado de magia, enquanto os outros podem usar magia milhares de vezes em suas vidas Kazuki só pode usar magia apenas oito vezes, e caso ultrapasse este limite ele morrerá. Por não poder usar magia muitas vezes ele nunca se dá bem com as garotas.
A confusão começa quando descobrem que o garoto é descendete dos magos mais poderosos do mundo, e que o poder desses magos está em seus genes e esse poder será passado para seus filhos. A partir de então, todas as garotas querem ter um filho com ele, entre elas, Yuuna, Kuriko e Rin. As três garotas foram obrigadas a tentar de qualquer maneira obter os genes de Kazuki, mas ao longo do tempo se apaixonam e estão despostas a fazer qualquer loucura para lhe proteger.

## Personagens principais
Kazuki Shikimori: é um estudante do 2º ano, estudando na Aoi Academy Senior, uma escola de elite que treina as pessoas na arte de usar magia. Kazuki tem um número limite de magias que pode usar (8 no começo da série). Kazuki tem em entre seus antepassados os magos mais famosos e poderosos.
Yuna Miyama: é uma estudante do 2º ano, estuda na Aoi Academy Senior, está na mesma sala que Shikimori. Um dia aparece na casa de Shikimori afirmando ser sua esposa por direito. Yuna é a única das garotas que já era apaixonada por kazuki antes da confusão dos genes, ela conheceu Kazuki na infância e desde essa época tem sentimetos por ele. Suas habilidades mágicas tem relação com o elemeto Vento.
Kuriko Kazetsubaki: Estudante do 3º ano da Aoi Academy Senior, a personagem mais sensual e que mais dá em cima de Kazuki ao longo do anime, é herdeira de uma família nobre por isso precisa manter o nome da família indo atrás do genes de Shikamori a qualquer custo. Com o decorrer da história Kuriko acaba se apaixonando por Kazuki.
Rin Kamishiro: estudante do 1º ano da Aoi Academy Senior, sua família é um poderoso clã de samurais, motivo pelo qual é encarregada de conseguir os genes de Shikamori, já que o clã anda enfraquecendo. Parece odiar Kazuki no início, mas percebe que o estudante tem honra algo que ela admira muito, com o tempo ela também se apaixona por Kazuki.

## Personagens secundários
Chihaya Yamase: Chihaya é uma amiga de infância de Kazuki, sua primeira aparição no anime é durante o festival da Academia Aoi. Ela é apaixonada por Kazuki e também o chama de "Mago mais forte do mundo" como Yuna.
Com o decorrer do anime Chihaya se torna mais importante na história, tão importante quanto Yuna, Kuriko e Rin.
Nota: No Light Novel Chihaya não é amiga de infância de Kazuki, ela é uma garota de outra sala que é apaixonada por ele.
Dr. Haruaki Akai: Dr. Haruaki Akai começa a história com um Monólogo explicado sobre o mundo de Maburaho. Ele é o medico da Academia Aoi e também é um formidável mago que possui Grandes poderes.
Shino Akai: Shino aparece na história após Kazuki se tornar um Fantasma. Ela tenta capturar kazuki para colocá-lo em sua coleção de fatasmas. Mas é impedida por seu irmão Dr. Akai. Após isso, ela se torna assistente de seu irmão, mas ela continua tentando capturar Kazuki por razões pessoais que são reveladas no final do anime.